# Ajani Fortune
Ajani Fortune (Marietta, Georgia, Estados Unidos, 30 de diciembre de 2002), conocido como "Jay" Fortune, es un futbolista trinitense. Juega de centrocampista y su equipo es el Atlanta United de la Major League Soccer.

## Trayectoria
Formado en las inferiores del Atlanta United, hizo su debut profesional por el equipo reserva, el Atlanta United 2, el 11 de julio de 2020 en la derrota por 2-1 ante el Tampa Bay Rowdies.
El 27 de agosto de 2021 firmó su primer contrato profesional con el club.

## Selección nacional
A los 16 años, fue citado a la selección sub-17 de Trinidad y Tobago para disputar el Campeonato Sub-17 de la Concacaf de 2019.
Recibió su primera llamada a la selección adulta el 26 de febrero de 2021 para un encuentro amistoso contra Estados Unidos, partido donde debutó.

## Estadísticas

### Clubes
Actualizado al último partido disputado el 12 de junio de 2022.
| Club                            | Div.          | Temporada     | Liga  | Liga  | Copas nacionales(1) | Copas nacionales(1) | Copas internacionales(2) | Copas internacionales(2) | Total | Total |
| Club                            | Div.          | Temporada     | Part. | Goles | Part.               | Goles               | Part.                    | Goles                    | Part. | Goles |
| ------------------------------- | ------------- | ------------- | ----- | ----- | ------------------- | ------------------- | ------------------------ | ------------------------ | ----- | ----- |
| Atlanta United 2 Estados Unidos | 2.ª           | 2020          | 11    | 1     | -                   | -                   | -                        | -                        | 11    | 1     |
| Atlanta United 2 Estados Unidos | 2.ª           | 2021          | 22    | 2     | -                   | -                   | --                       | --                       | 22    | 2     |
| Atlanta United 2 Estados Unidos | 2.ª           | 2022          | 8     | 0     | -                   | -                   | -                        | -                        | 8     | 2     |
| Atlanta United 2 Estados Unidos | Total club    | Total club    | 41    | 3     | 0                   | 0                   | 0                        | 0                        | 41    | 3     |
| Total carrera                   | Total carrera | Total carrera | 41    | 3     | 0                   | 0                   | 0                        | 0                        | 41    | 3     |

### Selección nacional
Actualizado al último partido disputado el 21 de enero de 2022.
| Selección                | Temporada | Amistosos | Amistosos | Norteamérica | Norteamérica | Mundial | Mundial | Total | Total |
| Selección                | Temporada | Part.     | Goles     | Part.        | Goles        | Part.   | Goles   | Part. | Goles |
| ------------------------ | --------- | --------- | --------- | ------------ | ------------ | ------- | ------- | ----- | ----- |
| Adulta Trinidad y Tobago | 2021      | 1         | 0         | -            | -            | -       | -       | 1     | 0     |
| Adulta Trinidad y Tobago | 2022      | 1         | 0         | -            | -            | -       | -       | 1     | 0     |
| Adulta Trinidad y Tobago | Total     | 2         | 0         | 0            | 0            | 0       | 0       | 2     | 0     |